# 89
- Wikisource

| Calendário gregoriano                                                        | 89 LXXXIX                     |
| Ab urbe condita                                                              | 842                           |
| Calendário arménio                                                           | -463 – -462                   |
| Calendário bahá'í                                                            | -1755 – -1754                 |
| Calendário budista                                                           | 633                           |
| Calendário chinês                                                            | 2785 – 2786                   |
| Calendário copta                                                             | -195 – -194                   |
| Calendário etíope                                                            | 81 – 82                       |
| Calendários hindus - Vikram Samvat - Calendário nacional indiano - Cáli Iuga | 144 – 145 10 – 11 3189 – 3190 |
| Calendário Holoceno                                                          | 10089                         |
| Calendário islâmico                                                          | 550 BH – 549 BH               |
| Calendário judaico                                                           | 3849 – 3850                   |
| Calendário persa                                                             | 533 BP – 532 BP               |
| Calendário rúnico                                                            | 339                           |
| Calendário solar tailandês                                                   | 632                           |

89 (LXXXIX, na numeração romana) foi um ano comum do século I que começou numa quinta-feira, segundo o calendário juliano.  Segundo o horóscopo chinês, foi o ano do Boi.
| Ano completo                   |
| ------------------------------ |
| Ano comum com início ao sábado |

## Eventos

### Por lugar

#### Europa
- 1 de janeiro - Lúcio Antônio Saturnino incita uma revolta contra o imperador romano Domiciano. É suprimido até 24 de janeiro.

- Legio XIII Gemina é transferido para Dácia para ajudar na guerra contra Decébalo.

- Aquinco (antiga Budapeste, Ôbuda) é fundada.

#### Ásia
- Primeiro ano da era Yongyuan da Dinastia Han chinesa.

- Junho - O exército chinês Han sob Dou Xian (d. AD 92), aliado ao sul de Xiongnu, venceu o Xiongnu do Norte na Batalha de Ikh Bayan.

### Por tópico

#### Religião
- Mudança do Patriarca de Constantinopla de Policarpo para Plutarco.

- Publicação na Síria ou na Fenícia[carece de fontes?] do Evangelho de Mateus por um erudito judeu convertido.